# Ишалино (деревня, Челябинская область)
Ишалино — деревня в Аргаяшском районе Челябинской области России. Входит в состав Дербишевского сельского поселения.

## География
Расположена в центральной части района, на западном и южном побережьях озера Ишалино. Расстояние до районного центра села Аргаяш составляет 12 км. 
К западу от деревни находится посёлок железнодорожной станции Ишалино.

## Население
| 2002 | 2010 |
| ---- | ---- |
| 563  | ↗636 |

Проживают башкиры.